# Blue Microphones
Baltic Latvian Universal Electronics, LLC, bekannt unter dem Markennamen und Backronym Blue Microphones, ist eine US-amerikanische Tochtergesellschaft von Logitech aus der Branche der Audiotechnik.

## Produkte
Blue wurde als Hersteller von Mikrofonen für den privaten und professionellen Bereich bekannt. Darunter befinden sich Modelle wie das USB-Mikrofon Yeti oder die an das ikonische Neumann CMV3 angelehnten XLR-Mikrofone The Bottle und Baby Bottle. Neben den Mikrofonen stellte Blue auch Kopfhörer und Zubehör wie Mikrofonstative her.
Seit der Übernahme durch Logitech wird die Marke Blue nur noch für Zubehör verwendet, Mikrofone werden unter den Marken Logitech G und Yeti geführt.

## Geschichte

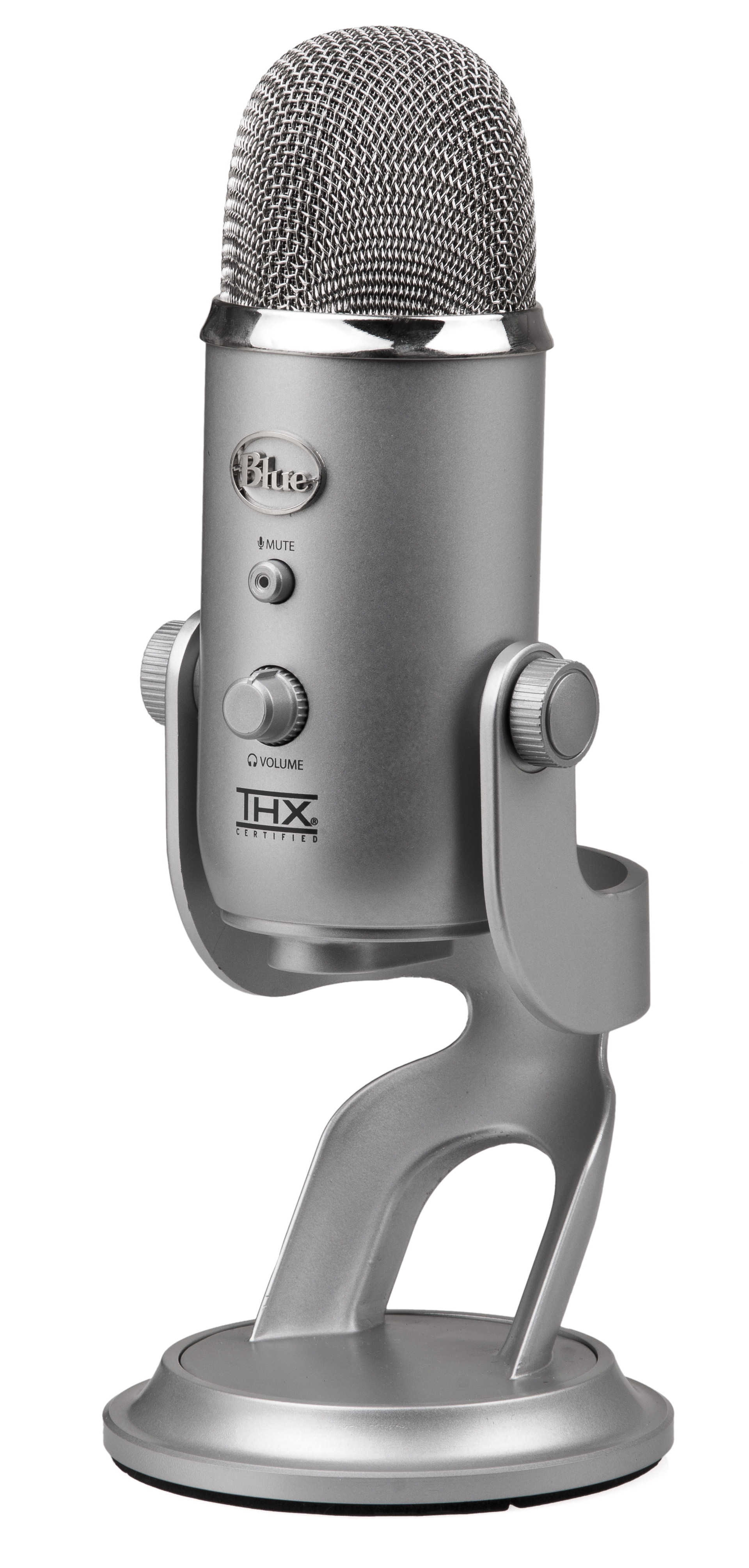
Blue Yeti

Blue Microphones wurde von Skipper Wise, einem amerikanischen Musiker, und Mārtiņš Saulespurēns, einem lettischen Tontechniker, im Oktober 1995 in Lettland gegründet, wo bis 2004 auch produziert wurde. Später wurde der Firmensitz nach Westlake Village in den USA verlegt, und seit 2005 wird großteils in China produziert.
Das erste von Blue entwickelte Mikrofon war das XLR-Mikrofon Baby Bottle für den professionellen Einsatz. Mit dem vergleichsweise preisgünstigen Kondensatormikrofon Snowball, das per USB mit dem Computer verbunden wird, stieg Blue in den Markt für Privatanwender ein. 2009 kam das bis heute populärste Produkt, das USB-Mikrofon Yeti, auf den Markt.
Im Jahre 2008 wurde das Unternehmen an Transom Capital, eine südkalifornische Private-Equity-Gesellschaft, verkauft. 2013 wurde das Unternehmen an Riverside verkauft, bevor es 2018 von Logitech erworben wurde.